# Noémie de Lattre
Pour les articles homonymes, voir De Lattre.
Noémie de Lattre, est une actrice, dramaturge, metteuse en scène, écrivaine et essayiste française, née le 11 août 1977 à Paris. La majorité de ses œuvres traitent du féminisme. Elle est aujourd'hui considérée comme un des fers de lance de la sororité, et une figure du féminisme en France.

## Biographie
Noémie de Lattre naît le 11 août 1977 à Paris.
Elle est mise très jeune en pension.

### Parcours artistique

#### Théâtre
Remarquée très tôt, Noémie de Lattre se produit dès ses 15 ans sur les scènes ouvertes parisiennes (le Bec fin, la Balle au bond…). Elle intègre l’école du théâtre national de Chaillot à seulement 17 ans et joue à l'espace Cévennes puis à l'espace Kiron son 1er spectacle coécrit avec Delphine Lacouque : La Théière perfide. Leur duo devient Delphine & Noémie. Les deux femmes se produisent à Paris et dans le reste de la France métropolitaine de 1995 à 1999. Elles se retrouvent dans Le Cri du Dahu écrit par Noémie de Lattre et Olivier Allouche, qui se joue notamment au théâtre Trévise en 1998, dans Hors Forfait écrit par elles deux qui se joue ensuite au théâtre Rive Gauche en 2007, puis dans le dernier spectacle de leur duo Du plaisir et des médocs qui se joue entre 2009 et 2011 au Rideau rouge à Lyon, au Palace à Avignon, aux Feux de la rampe à Paris, puis qui est diffusé en direct sur la chaîne France 4 en juillet 2010[réf. souhaitée].
Parallèlement, Noémie de Lattre collabore régulièrement avec Pierre Palmade, avec qui elle joue dans Si c’était à refaire (2005) la pièce de Laurent Ruquier, puis dans l’émission de fiction Made in Palmade sur France 3, dans la pièce Le Comique écrite par Palmade lui-même, et dans Le Grand Restaurant II sur France 2. En 2014, elle écrit la pièce Femmes libérées, mise en scène par Pierre Palmade et dans laquelle elle joue. Elle travaille aussi régulièrement avec Michel Muller avec qui elle joue dans Hénaut président, série télévisuelle sur Paris Première, et les saisons 1 et 2 d’Un film sans sur TPS Star.

#### Cinéma
Elle tourne dans des courts métrages : Pour le meilleur de Coralie Peronne avec Virginie Ledoyen en 2009, Virtual Séduction d'Alice Mitterrand en 2006, Regarde-moi d’Olivier Lécot, écrit par elle-même, qui reçoit le prix de la presse au Festival de Grenoble en 2008. Elle fait également des remplacement de dernière minute au théâtre : ainsi, elle remplace Juliette Arnaud dans Arrête de pleurer Pénélope au Café de la Gare en 2003, puis joue en alternance avec elle au Palais des Glaces en 2004, et reprend le rôle en tournée en 2005 ; elle reprend au pied levé le rôle de la servante dans Opération cousine de Gérard Pinter au théâtre Fontaine en 2008, et Les Monologues du vagin à Toulouse la même année.
En 2021, elle tourne dans la série Diana Boss de Marion Séclin et dans la saison 2 de la série OVNI(s) réalisée par Antony Cordier.
En 2023, elle joue dans le film Une nuit réalisé par Alex Lutz, présenté hors compétition et en clôture de la sélection Un Certain Regard au Festival de Cannes 2023.

#### Radio
En 2015, elle anime une chronique de radio sur France Inter « où elle dénonce le sexisme ordinaire avec son point de vue décalé ».

#### Spectacles
Fin 2017, elle monte Féministe pour Homme, un spectacle entre le cabaret, le burlesque et le seule-en-scène dans lequel elle aborde des sujets comme la charge mentale, le patriarcat, les violences ou le plaisir féminin. En 2020, elle est nommée pour le Molière Seul(e) en Scène pour Féministe pour Homme.
En 2023/2024, elle présente son nouveau spectacle L'Harmonie des Genres, un show mélangeant le théâtre, le stand-up, et le concert,. Celui-ci est joué au Théâtre des Mathurins, puis au Théâtre de la Gaîté-Montparnasse et en tournée dans toute la France, ainsi qu'en Belgique et en Suisse. Dans ce spectacle, elle propose une réconciliation des genres en abordant « le couple, la sexualité, les violences sexistes et sexuelles, la domination masculine et le patriarcat, avec les instruments de l’éducation populaire ».
En mai 2024, elle invitée à se confier sur son enfance, sa carrière et son nouveau spectacle L'Harmonie des Genres dans l'émission Un dimanche à la campagne sur France 2, aux côtés de Frédéric Lopez, Éric Antoine et Grégoire. 
En juin 2024, elle reçoit de la part de Caroline Vigneaux le prix Nouveau talent humour - One woman show de la SACD.
Depuis Octobre 2024, elle intervient dans l'émission Le Magazine de la Santé sur France 5 pour des cartes blanches.
En décembre 2024, elle participe pour M6 au documentaire Les français, l'amour et le sexe : comment tout a changé ? présenté par Karine Le Marchand, dans lequel elle livre son regard sur le couple et sur les relations hommes-femmes.

#### Livres
En 2016, elle publie un premier essai Un Homme sur deux est une Femme, aux éditions Flammarion.
En 2022, elle publie Journal : l'histoire de mon cœur et de mon cul chez les éditions Albin Michel.

### Vie privée
Noémie de Lattre est en couple avec Raphaël Guiard (d). Elle avait eu en 2015 un enfant de son union avec Nicolas Lumbreras.

## Filmographie

### Cinéma
- 1996 : Adios de Nicolas Joffrin
- 2003 : Demain, on verra (court métrage) d'Olivier Prieur (La Femis)
- 2006 : Virtual Seduction (court métrage) d'Alice Mitterrand
- 2007 : Regarde-moi[20] (court métrage) de et avec Noémie de Lattre, réalisation Olivier Lécot, prix de la Presse, Festival de Grenoble 2008
- 2009 : Pour le meilleur (court métrage) de Coralie Peronne
- 2011 : Les Tuche d'Olivier Baroux
- 2011 : Je te tiens, Tu me tiens… (court métrage) d'Olivier Gastinel
- 2012 : Hénaut Président de Michel Muller
- 2015 : Le Talent de mes amis d'Alex Lutz
- 2015 : Ma vie criminelle (court métrage) de Philippe Lubac
- 2023 : Une nuit d'Alex Lutz : Jolène

### Télévision
- 2005-2006 : Totale impro (M6)
- 2007 : Made in Palmade (France 3)
- 2012 : Le Lab.Ô (France Ô) (chroniqueuse)
- 2014-2015 : Pep's, Aline Jacquemain
- 2015-2016 : Folie passagère (France 2)

#### Téléfilms
- 2010 : Au bonheur des hommes de Vincent Monnet : Béatrice
- 2011 : Le Grand Restaurant II de Gérard Pullicino (France 2)
- 2013 : Je vous présente ma femme d'Élisabeth Rappeneau (France 3)

#### Séries télévisées
- 1998 : Les Vacances de l'amour, épisode Tapis Rouge. Guest.
- 1999 : On vous rappellera de Nicolas Bedos (Canal+)
- 2005 : Totale Impro de Benjamin Castaldi, rôle récurrent, 30 épisodes (M6)
- 2005 : AR 438 de Frédéric Berthe (Canal Jimmy), épisodes Le Hangar et La Filature : rôle principal
- 2005 : Crimes ordinaires de Frédéric Berthe (Canal Jimmy), épisodes 3 à 14 : rôle principal
- 2006 : Crimes ordinaires de Michel Reynaud (Jimmy)
- 2006 : Préjudices, épisode Violence conjugale de Frédéric Berthe (France 2)
- 2007 : Hénaut Président de Michel Muller (Paris Première)
- 2008 : Femmes de loi, épisode Un loup dans la bergerie de Klaus Biederman (TF1)
- 2009 : Déformations professionnelles de Benjamin Guedj (M6)
- 2009 : Un Film Sans de Michel Muller, 40 épisodes, rôle semi-récurrent
- 2010 : Les Petits Meurtres d'Agatha Christie, épisode Je ne suis pas coupable d'Éric Woreth (France 2) : Jeanne Weiss
- 2011 : Un Film Sans, saison 2, trois épisodes, de Ronan Sinquin (TPS Star)
- 2013 : Tiger Lily, quatre femmes dans la vie (épisode 1) de Négar Djavadi et Charlotte Paillieux (France 2), prix de la meilleure série au Festival de La Rochelle 2012
- 2013-2014 : Enfin te voilà ! (Comédie+), une trentaine de sketches
- 2014 : La Petite Histoire de France, saison 1, de Vincent Burgevin et Jonathan Barré (TF1)
- depuis 2014 : Pep's, Aline Jacquemain (TF1) :  la mère de Camille
- depuis 2018 : 50 nuances de Grecs, Jul (Arte) : Athéna
- 2020 : La Garçonne de Paolo Barzman
- 2020 : Dix pour cent, saison 4 : Claire, la maîtresse d'Igor
- 2021 : Diana Boss, saison 1 : Maître Delage
- 2022 : OVNI(s), saison 2 : Doris Westendorp

#### Dessins animés
- 2014 : Silex and the City, série de Jul : Spam Dotcom.
- 2018 : 50 nuances de Grecs, série de Jul : la déesse Athéna.

#### Publicités
- 2011 : SNCF - Web série TGV
- 2015 : LCL banque

## Théâtre
- 1995 : Montserrat de Emmanuel Roblès. Mise en scène Idriss
- 1996-1997 : La Théière Perfide / La Théière Perfide contre attaque de et avec Noémie de Lattre et Delphine Lacouque
- 1998 : Le Cri du Dahu, de Noémie de Lattre, mise en scène Olivier Allouche (Théâtre Clavel et Théâtre Trévise)
- 1999 : Delphine et Noémie, Théâtre du Tourtour (directeur : Jean Favre), avec Delphine Lacouque, mise en scène Marc Goldberg
- 2003-2005 : Arrête de pleurer Pénélope 1 et 2, des Chichas, mise en scène Thomas Ledouarec (Café de la Gare, Palais des Glaces, Avignon et tournée)
- 2005 : Si c’était à refaire de Laurent Ruquier, mise en scène Jean-Luc Moreau (Théâtre des Variétés)
- 2005 : 64 minutes ou La Chronique du Désœuvrement de et avec Noémie de Lattre, mise en scène Tadrina Hocking
- 2007 : Hors Forfait, de Delphine Lacouque et Noémie de Lattre, mise en scène Marc Goldberg (Théâtre Rive Gauche)
- 2008 : Opération Cousine, de Gérard Pinter, mise en scène Gérard Pinter et Dominique Deschamps (Théâtre Fontaine)
- 2008 : Les Monologues du vagin, de Eve Ensler, mise en scène Dominique Deschamps (Théâtre 3T à Toulouse)
- 2008-2010 : Le Comique de et avec Pierre Palmade et sa troupe de jeunes comédiens, mise en scène Alex Lutz (Théâtre Fontaine et tournée)
- 2010 : Du Plaisir et des Médocs, de Delphine Lacouque et Noémie de Lattre, mise en scène Stéphane Casez (Rideau Rouge à Lyon, Palace à Avignon, Feux de la Rampe à Paris)
- 2011 : Noémie & Friends, de et avec Noémie de Lattre (Comédie des 3 bornes)
- 2012 : La Chieuse de Jean Franco et Patrice Dard, mise en scène Philippe Hersen
- 2012 : Noémie de Lattre se pose des Questions Existentielles (One Man Show) Le Point Virgule
- 2013 : De Gros Dossiers, de Matthieu Burnel et avec Noémie de Lattre (Mélo d'Amelie)
- 2013-2014 : L'Entreprise de Julien Ratel
- 2013-2014 : Le Fils du Comique de et avec Pierre Palmade, mise en scène Alex Lutz (Théâtre Fontaine et tournée)
- 2014 : Femmes libérées , de et avec Noémie de Lattre, au Théâtre Tristan-Bernard
- 2015 : Le Gai mariage de Michel Munz et Gérard Bitton, mise en scène de Raymond Acquaviva (Casino de Paris). (avec captation télévisée de la pièce).
- 2017 : Un animal de compagnie de et mise en scène Francis Veber, théâtre des Nouveautés
- 2017-2018 : Féministe pour Homme de et avec Noémie de Lattre, mise en scène plurielle, assisté par Grégoire Gouby, au festival off d'Avignon (théâtre des Béliers), puis au Théâtre La Nouvelle Seine
- 2019 : Des plans sur la comète de Tristan Petitgirard au festival off d'Avignon
- 2021 : La Dernière lettre de et mise en scène Violaine Arsac, Festival off d'Avignon
- 2019-2022 : Féministe pour Homme de et avec Noémie de Lattre, mise en scène plurielle, assisté par Grégoire Gouby, au Théâtre La Pépinière et en tournée dans toute la France
- 2022 : Le Fantasme de Jean-François Cros, mise en scène Jean-Luc Moreau, à la Comédie des Champs-Élysées
- 2023 : L'Harmonie des Genres, de et avec Noémie de Lattre, mise en scène Stéphane Corbin, au Théâtre d'Antibes (Anthéa), puis à Paris au Théâtre des Mathurins.

## Publications
- Noémie de Lattre, Un homme sur deux est une femme, éditions Flammarion, 2016  (ISBN 978-2081378094).
- Noémie de Lattre, Journal : l'histoire de mon cœur et de mon cul, éditions Albin Michel, 2022  (ISBN 978-2226470003).

## Émissions radio
- 2000 : Rien à Voir, émission de Laurence Boccolini (France inter)
- 2013-2014 : On va tous y passer, émission de Frédéric Lopez puis d’André Manoukian (France Inter)
- depuis 2014 : La Bande Originale, émission de Nagui (France inter)

## Distinctions
- Molières 2020 : Nomination au Molière seul(e) en scène pour Féministe pour Homme
- SACD 2024 : Prix nouveau talent humour / one woman show pour L'Harmonie des Genres